# Te Ao Mārama
Te Ao Mārama ("mundo de luz" em maori) é o terceiro extended play (EP) da cantora e compositora neozelandesa Lorde. Ele foi lançado em 9 de setembro de 2021 através da Universal Music New Zealand. Ele consiste de versões de canções do terceiro álbum de estúdio de Lorde, Solar Power, cantadas na língua maori.

## Antecedentes e composição
Depois do lançamento de seu terceiro álbum de estúdio, Solar Power, a cantora e compositora neozelandesa Lorde abordou Marion e Sandra Wihongi, que considerou as "heroínas não celebradas" do projeto, com a ideia de criar um extended play. Lorde disse a Leonie Hayden da The Spinoff que as irmãs Wihongi "criaram um documento para mim, me ajudando de certa forma a entender o que seria correto".
Lorde tinha pouco conhecimento da língua maori, explicando que "não era uma grande parte da vida [dela], e era algo sobre o qual [ela] tinha uma certa tristeza e culpa." Te Ao Mārama significa "mundo de luz" em maori, que é tanto uma referência ao título de Solar Power ("energia solar"), quanto a "mai te pō ki te ao mārama", que é uma frase parte do mito de criação maori que simboliza a transformação da noite no mundo iluminado.

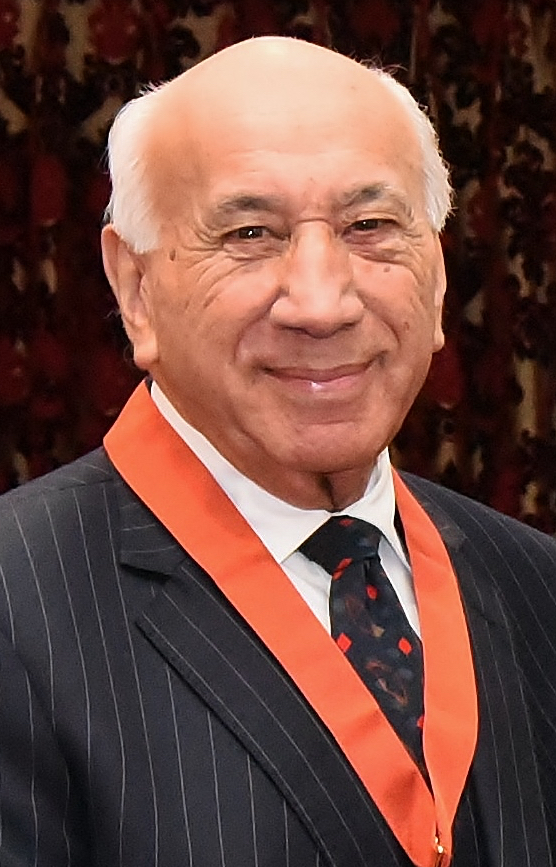
Tīmoti Kāretu (na foto) ajudou na criação de Te Ao Mārama.

Hinewehi Mohi auxiliou na criação de Te Ao Mārama, trazendo Tīmoti Kāretu, Hana Mereraiha e Hēmi Kelly ao projeto. Mohi também forneceu vocais a "Hua Pirau / Fallen Fruit". Três das canções – "Te Ara Tika / The Path", "Mata Kohore / Stoned at the Nail Salon" e "Hine-i-te-Awatea / Oceanic Feeling" – foram traduzidas para maori por Mereraiha. Mereraiha também instruiu Lorde sobre a pronúncia em maori. As traduções das letras foram criadas por tradutores que tiveram discussões com Lorde sobre o que elas significavam para a cantora pessoalmente, bem como quais memórias e imagens eram invocadas pelas canções, e reinterpretando-as de um ponto de vista maori.
Lorde reconheceu sua condição como pessoa branca na criação do EP, dizendo "seja qual for a forma como você queira interpretar minha participação com a nossa cultura indígena, é justa. Eu aceito isso totalmente, porque é muito complicado. Isso não é algo sobre o qual eu tenho meus dois pés no chão – eu estou um pouco fora da minha área, sou a primeira a admitir isso, e estou me abrindo a qualquer resposta."
Lorde explicou que o conceito maori de kaitiakitanga, que pode ser traduzido de forma abrangente como guarda ou tutela, contribuiu para seu entendimento de Te Ao Mārama, dizendo "eu comecei a escrever sobre saltar do Bulli Point, que é algo que meu pai fez, meu avô fez, e que eu espero que meus filhos façam. Essa sensação de estar em um corpo d'água com o qual você tem uma conexão geracional. Eu estava escrevendo um álbum sobre o poder espiritual do meio ambiente, especificamente no contexto do lugar de onde somos, e percebi; ah, tem uma palavra para isso – é kaitiakitanga."

### Arte de capa
A arte de capa de Te Ao Mārama é uma versão recolorida de Serene de Rei Hamon, um artista neozelandês.

## Canções
O EP começa com "Te Ara Tika / The Path", que Lorde chamou de sua "favorita" do EP. Ela é seguida pela faixa título, "Te Ao Mārama / Solar Power", que foi traduzida para maori por Hēmi Kelly. Kelly disse sobre a canção, "eu amo o calor do verão então foi fácil para mim me conectar à letra". Kelly notou os temas da canção de "deixar suas preocupações para trás e ir para um espaço positivo", e os conectou às narrativas de criação maoris "de sair da escuridão, te pō, em direção ao mundo de luz, te ao mārama".
A terceira faixa é "Mata Kohore / Stoned at the Nail Salon". A tradutora da canção, Hana Mereraiha, explicou sobre o título em maori que "Mata Kohore significa algo como olhos vermelhos mas também olhos embaçados, então quando você não consegue enxergar bem – talvez você esteja pensando demais, eu não vendo as coisas tão claramente". Ela é seguida por "Hua Pirau / Fallen Fruit", que foi traduzida por Tīmoti Kāretu. Lorde disse que Hua Pirau significa uma "fruta que está estragada, ou que está fermentada". Ela também explicou que houve certa dificuldade em traduzir algumas das metáforas da canção para maori, "porque a canção está falando para uma geração mais velha sobre o que eles nos deixaram, em termos de foder o nosso planeta, basicamente."
A faixa final de Te Ao Mārama é "Hine-i-te-Awatea / Oceanic Feeling", traduzida por Mereraiha. Sobre o título, Lorde disse que "Hine-i-te-Awatea é a donzela do alvorecer – deusa dos novos começos. Ela é a filha do sol. Eu dou as boas vindas a ela no final da canção."

## Lançamento
Te Ao Mārama foi lançado em 9 de setembro de 2021. Todo o dinheiro arrecadado com este EP será doado a duas caridades neozelandesas, Forest and Bird e Te Hua Kawariki Charitable Trust.

## Alinhamento de faixas
| N.º            | Título                                   | Compositor(es)           | Produtor(es)              | Duração |  |
| 1.             | "Te Ara Tika / The Path"                 | Ella Yelich-O'Connor     | Lorde Jack Antonoff Malay | 3:40    |  |
| 2.             | "Te Ao Mārama / Solar Power"             | Yelich-O'Connor Antonoff | Lorde Antonoff Malay      | 3:11    |  |
| 3.             | "Mata Kohore / Stoned at the Nail Salon" | Yelich-O'Connor Antonoff | Lorde Antonoff            | 4:27    |  |
| 4.             | "Hua Pirau / Fallen Fruit"               | Yelich-O'Connor Antonoff | Lorde Antonoff            | 4:00    |  |
| 5.             | "Hine-i-te-Awatea / Oceanic Feeling"     | Yelich-O'Connor          | Lorde Antonoff            | 6:39    |  |
| Duração total: | Duração total:                           | Duração total:           | Duração total:            | 21:57   |  |

## Desempenho nas tabelas musicais
| Tabela (2021)        | Melhor posição |
| -------------------- | -------------- |
| Nova Zelândia (RMNZ) | 27             |

## Histórico de lançamento
| Região   | Data                  | Formato(s)                 | Gravadora                   | Ref.  |
| -------- | --------------------- | -------------------------- | --------------------------- | ----- |
| Diversas | 9 de setembro de 2021 | Download digital streaming | Universal Music New Zealand | [ 7 ] |
| Diversas | 21 de janeiro de 2021 | Disco de vinil             | Universal Music New Zealand | [ 8 ] |